# Antonio Castelló Avilleira
Antonio Castelló Avilleira  (Madrid, 16 de mayo de 1972) es un pintor español.      
Desde su infancia demuestra gran facilidad para el dibujo y la pintura.
Antonio comienza a pintar en el estudio de su padre, donde da los primeros pasos en la pintura, es en aquel taller paterno donde aprendió el pintor todos los secretos del oficio. Compagina el trabajo de creación de obras originales con el de restauración en pintura española del siglo XVII y XVIII, en la cual se especializa y aprende de los grandes maestros.
En 1992 los temas de sus obras giran en torno a los objetos en desuso, maletas, cristales,
postales, libros etc… En 1995 realiza su 1ª exposición  “Realismo y Figuración” a la que le siguen otras muchas, tanto individuales como colectivas, en Madrid, Cáceres, Toledo, Oporto, Lisboa, Paris, Atlanta, Shanghái, Vancouver, London…

## Obra
Sus obras se encuentran en diferentes colecciones 
- MEAM
- Colección JAPS. México
- Fundación SCHLEGEL
- Colección Caja de Extremadura
- Colección Caja Castilla La Mancha
- Asamblea de Extremadura. Mérida

## Exposiciones

### Group Shows
- 2015  "Winter Show" Plus One Gallery.  London -
- 2014  "Summer Show" Plus One Gallery.  London -
- 2014  20|21 International Art Fair. Plus One Gallery. London -
- 2014  "Winter Show" Plus One Gallery. London
- 2013  "Hyperrealism Today"  Museu del Tabac. Andorra
- 2013  "Winter Show" Plus One Gallery. London
- 2012  "Realismo´12"  Galería Santiago Echeberria  - Galería Espacio Abierto. Madrid
- 2012  Colección permanente. MEAM.  Barcelona
- 2011  “Figurativas ‘11” MEAM. Museo Europeo de Arte Moderno. Barcelona
- 2011  “Figurativas´11” Museo Casa de la Moneda. Madrid
- 2011  “Algo más que Realismo...V” Galería Artelibre. Zaragoza
- 2011 Contemporary Art Fair Espacio Atlántico. Vigo.
- 2010  SH - The Asia Pacific Contemporary Art Fair 10 - Shanghái.  China
- 2010  “El Arte del Golf” Galería Santiago Echeberria. Madrid
- 2010  “Escultura y bodegó per qué no” Galería L´Arcada. Blanes
- 2010 Galerie Archange. Paris. Francia
- 2009  “Spectrum 09” Hunter Museum of American art. USA
- 2009  "Rarity Summer Salon Show 09" Rarity Gallery. Mykonos. Greece
- 2009 Galerie Archange. Paris. Francia
- 2009  "Art Summertime 1" Galería Espacio 36. Zamora
- 2009  “Martin Borden, Antonio Castelló, David Edwarsds, Brad Woodfin“ April 09. Atelier Gallery . Vancouver. Canadá
- 2009  “The Restoration” Bill Lowe Gallery. Atlanta. USA
- 2009  "Group Show - january 09" Atelier Gallery. Vancouver. Canadá
- 2009  "Artistas por los Derechos Humanos" Kim Gallery. Murcia
- 2009  “Realistas” Galería Mellado. San Lorenzo de El Escorial. Madrid
- 2009  "Algo más que Realismo...III" Galería Artelibre.  Zaragoza
- 2009  “Colectiva de Navidad” Galería Mellado. San Lorenzo de El Escorial. Madrid
- 2009  “Colectiva de Semana Santa” Galería Mellado. San Lorenzo de El Escorial. Madrid
- 2008  "Group Show" Bill Lowe Gallery. Atlanta. USA
- 2008  "Art in the summertime 2" Espacio 36 Gallery. Zamora
- 2008  "Espacios" Galería Ansorena.  Madrid
- 2008  "Art Summertime 1" Galería Espacio 36. Zamora
- 2008  "Realistas" Galería Mellado. San Lorenzo de El Escorial. Madrid
- 2008  "Navidad 2008" Galería Mellado. San Lorenzo de El Escorial. Madrid
- 2007 Arte Lisboa 2007. Galería María Llanos
- 2007 Valencia Art. Galería María Llanos
- 2007 Arte Santander. Galería María Llanos
- 2007 Art Salamanca. Galería María Llanos
- 2007  "Watercolour Show" MCO Arte Contemporânea. Oporto. Portugal
- 2007  "Realistas 2007" Galería Mellado. San Lorenzo de El Escorial. Madrid
- 2007  "Irrealidades" Colección Castro-Barroso. Ateneo. Cáceres
- 2007  "Colectiva de Navidad" Galería Mellado. San Lorenzo de El Escorial. Madrid
- 2006 Arte Lisboa 2006. MCO Arte Contemporânea
- 2006 Art Salamanca. MCO Arte Contemporânea
- 2006  "Young painters Giants" MCO Arte Contemporânea. Oporto. Portugal
- 2006 Foro Sur. Galería Bores & Mallo.
- 2006  "Realistas" Galería Mellado. San Lorenzo de El Escorial. Madrid
- 2006  "Brindis" Galería Espacio 36. Zamora
- 2006 Valencia Art. Galería Bores & Mallo
- 2006 Feria de Arte Artesevilla. Kim Gallery
- 2006  “Semana Santa 2006” Galería Mellado. San Lorenzo de El Escorial. Madrid
- 2005  “10 Artistas contemporáneos” Kim Gallery. Murcia
- 2005  “26 Años de Arte 1979-2005” Galería Mellado. San Lorenzo de El Escorial. Madrid
- 2005  "Colectiva de Verano" Galería María Soto. Torre del Mar. Málaga
- 2005  “Realismo-Hiperrealismo” Galería Annia. Salamanca
- 2005  “Artistas de la galería” galería Dalí. Toledo
- 2005 Feria de Arte. Almoneda. Madrid. Kim Gallery
- 2005 Feria de Arte Artesevilla. Sevilla. Kim Gallery
- 2005 Feria de Arte Artefama. Almería. Galería María Soto
- 2004  “Exposición Colectiva de Verano” Galería Ansorena. Madrid
- 2004  “Figuración” Galería Annia. Salamanca
- 2004  “Maestros del Realismo” Galería Mellado. San Lorenzo de El Escorial. Madrid
- 2004  “Artistas Contemporáneos” Kim Gallery. Murcia
- 2004 Feria de Arte Artesevilla. Sevilla. Galería Gaudí
- 2004 Feria de Arte Almoneda. Madrid. Kim Gallery
- 2004 Feria de Arte Árcale. Salamanca. Galería Annia
- 2004 Holland Art Fair. La Haya. Holanda
- 2003 Feria de Arte Artesevilla. Sevilla. Galería Gaudí
- 2003  “Colectiva de Navidad” Galería Gaudí. Madrid

### Solo Shows
- 2009  "New Work" Atelier Gallery. Vancouver. Canadá
- 2009 Antonio Castelló Avilleira. 1995-2009. Asamblea de Extremadura. Mérida
- 2008  "Naturaleza Viva" Galería Mellado. San Lorenzo de El Escorial. Madrid
- 2007  "Natural-Artificial" Galería María Llanos. Cáceres
- 2006  "Living Room" MCO ARTE Contemporánea. Oporto. Portugal
- 2006 Project Window. Galería Bores & Mallo. Cáceres
- 2005 Antonio Castelló Pinturas. Galería Dalí. Toledo
- 2005  "Retrospectiva" Oleos y Técnicas Mixtas. 1990-2005. Palacio de la Isla. Cáceres